# 밀봉형 포스트스크립트
밀봉형 포스트스크립트(Encapsulated PostScript, EPS)는 포스트스크립트 언어에서 사용되는 그래픽 파일 포맷이다. 바이너리와 ASCII 방식으로 저장될 수 있으며, 미리보기 이미지를 포함할 수 있다. 손실률이 낮고, 용량이 적어서, 전자출판에서 ISBN 등에 널리 사용되는 그래픽 파일 형식이다.

## EPS 포맷으로 저장
다수의 소프트웨어들이 EPS 포맷으로 저장할 수 있는 기능을 지원하고 있다.
- 어도비 일러스트레이터
- 잉크 스케이프
- 고스트스크립트
- 어도비 포토샵
- 김프

## EPS 파일 뷰어
편집 기능은 없는 EPS 파일 뷰어 
- Windows용: gsview
- Linux용: gv, ggv, evince

## 같이 보기
- 포스트스크립트
- PDF
- SVG